# مجلة علم النفس العام
مجلة علم النفس العام (بالإنجليزية: The Journal of General Psychology) هي مجلة علمية فصلية محكمة تغطي مجال علم النفس التجريبي. تأسست في عام 1928 ونشرتها دار نشر روتليدج، ورؤساء تحريرها هم باولا جولكاسيان (جامعة نورث كارولينا، شارلوت) وديفيد ترافيمو (جامعة ولاية نيو مكسيكو [الإنجليزية]). ووفقًا لتقارير الاستشهاد بالمجلات الأكاديمية، فإن عامل التأثير للمجلة لعام 2016 يبلغ 0.612.